# Andrzej Kurnatowski (ziemianin)
Andrzej Kurnatowski herbu Łodzia (ur. 25 maja 1895 w Przysiece Starej, zm. 16 stycznia 1983 w Kensington and Chelsea) – powstaniec wielkopolski i polski ziemianin.

## Życiorys
Urodził się 25 maja 1895 jako syn Zygmunta Kurnatowskiego i Marii z Mielżyńskich. Jako poddany pruski brał udział w I wojnie światowej, a potem uczestniczył w powstaniu wielkopolskim. Razem z 8. Pułkiem Strzelców Wielkopolskich brał udział w walkach pod Krotoszynem i Zdunami. Później walczył na północy Wielkopolski. Został odznaczony Krzyżem Walecznych. W okresie międzywojennym był ostatnim właścicielem  majątków Kotowo i Woźniki. Jego starania sprowadzenia ponownie franciszkanów do opuszczonego Klasztoru w Woźnikach zakończyły się wówczas niepowodzeniem. Po kampanii wrześniowej opuścił Polskę, osiadł w Wielkiej Brytanii i tam zmarł w 1983 r.

## Odznaczenia
- Krzyż Walecznych

## Życie prywatne
2 lutego  1920 ożenił się z Alexandrą Sachą Micheler, córką francuskiego generała Josepha Alfreda Michelera. Ich jedyny syn Olgierd poległ 12 lipca 1944 we Francji.